# Berge Furre
Pour les articles homonymes, voir Furre.
Berge Ragnar Furre, né à Sjernarøy (Finnøy, comté de Rogaland, en Norvège) le 13 avril 1937 et mort le 11 janvier 2016, est un historien, théologien et homme politique norvégien, membre du Parti socialiste de gauche.